# ماوای
ماوای (به لاتین: Mawei District) یک سکونتگاه مسکونی در جمهوری خلق چین است که در فوجو واقع شده‌است.